# Bubrežastosrcasta valdštajnija
Bubrežastosrcasta valdštajnija (lat. Waldsteinia geoides), trajnica iz porodice ružovki raširena po istočnoj i jugoistočnoj Europi, uključujući i Hrvatsku
Kod nekih autora valdštajnije su uključene u rod Geum, pa tako i ova vrsta.. Opisana je u Der Gesellsschaft Naturforschender Freunde zu Berlin, neue Schriften 2: 106–107, pl. 4, f. 1. 1799.

## Opis
To je zeljasta trajnica koja naraste od 5 do 25 cm. Ime je dobila po bubrežastim listovima srcollike osnove s t 5 do 7 nazubljenih režnjeva. Cvjetovi su joj dvospolni, čaška ima 5 listića i vjenčić s pet žutih latica. Prašnici su mnogobrojn i žuti. Plod je jednosjemerni dlakavi oraščić. Cvate u travnju i svibnju.

## Rasprostranjenost po držazvama
Slovačka; Mađarska; Hrvatska; Srbija; Kosovo; Sjeverna Makedonija; Rumunjska; Bugarska; Ukrajina.

## Stanište
Voli plodno, dobro drenirano sjenovito tlo po svjetlim listopadnim šumama i šikarama. Uzgaja se i kao ukrasna biljka.

## Sinonimi
- Geum waldsteiniae Smedmark in Bot. Jahrb. Syst. 126: 415 (2006), nom. illeg.
- Geum waldsteinia Baill. in Hist. Pl. 1: 377 (1869)